# Edizione di Stephanus
L'edizione di Stephanus (dal tipografo Henri Estienne, il cui nome fu latinizzato in Henricus Stephanus) è il sistema di riferimento utilizzato per la classificazione delle opere in greco di Platone. I dialoghi di Platone vengono suddivisi in blocchi di pochi paragrafi, e a ciascuno di essi viene assegnato un numero. Ognuno di questi blocchi viene a sua volta suddiviso in parti di uguale ampiezza, connotate da una lettera (dalla “a” alla “e”). È così possibile, ad esempio, riferirsi al passo 172a del Simposio con l'espressione “Simposio 172a” (oppure, con la sigla latina "Symp. 172a").
Questo sistema è stato introdotto da Henricus Stephanus (Henri Estienne). I numeri si riferiscono ai numeri di pagina dei diversi volumi dell'edizione del 1578. Poiché nessuno scritto occupa più di un volume, esiste uno ed un solo riferimento ad un certo numero di pagina per singolo scritto. Tuttavia, l'opera completa occupa più volumi ma, a differenza dell’Edizione di Bekker, la paginazione riprende a ogni nuovo volume. Di conseguenza, i numeri di riferimento vanno necessariamente accompagnati dal titolo dello specifico scritto; per esempio, esistono più passi aventi riferimento 172a: nel Teeteto (vol. 1), nel Carmide (vol. 2), nel Simposio (vol. 3), etc.

## Numeri di Stephanus

### Volume 1
- (2a-16a) Eutifrone
- (17a-42a) Apologia di Socrate
- (43a-54e) Critone
- (57a-118a) Fedone
- (121a-131a) Teagete
- (132a-139a) Rivali in amore
- (142a-210d) Teeteto
- (216a-268b) Sofista
- (271a-307c) Eutidemo
- (309a-362a) Protagora
- (363a-376c) Ippia minore
- (383a-440e) Cratilo
- (447a-527e) Gorgia
- (530a-542b) Ione

### Volume 2
- (11a-67b) Filebo
- (70a-100b) Menone
- (103a-135e) Alcibiade primo
- (138a-151c) Alcibiade secondo
- (153a-176d) Carmide
- (178a-201c) Lachete
- (203a-223b) Liside
- (225a-232c) Ipparco
- (234a-249e) Menesseno
- (257a-311c) Politico
- (313a-321d) Minosse
- (327a-354c) Repubblica I (v. La Repubblica)
- (357a-383c) Repubblica II
- (386a-417b) Repubblica III
- (419a-445e) Repubblica IV
- (449a-480a) Repubblica V
- (484a-511e) Repubblica VI
- (514a-541b) Repubblica VII
- (543a-569c) Repubblica VIII
- (571a-592b) Repubblica IX
- (595a-621d) Repubblica X
- (624a-650b) Leggi I  (v. Leggi)
- (652a-674c) Leggi II
- (676a-702e) Leggi III
- (704a-724b) Leggi IV
- (726a-747e) Leggi V
- (751a-785b) Leggi VI
- (788a-824a) Leggi VII
- (828a-850c) Leggi VIII
- (853a-882c) Leggi IX
- (884a-910d) Leggi X
- (913a-938c) Leggi XI
- (941a-969d) Leggi XII
- (973a-992e) Epinomide

### Volume 3
- (17a-92c) Timeo
- (106a-121c) Crizia
- (126a-166c) Parmenide
- (172a-223d) Simposio
- (227a-279c) Fedro
- (281a-304e) Ippia maggiore
- (309a-310b) Lettera I (v. Lettere)
- (310b-315a) Lettera II
- (315a-319e) Lettera III
- (320a-321c) Lettera IV
- (321c-322c) Lettera V
- (322c-323d) Lettera VI
- (323d-352a) Lettera VII
- (352b-357d) Lettera VIII
- (357d-358b) Lettera IX
- (358b-358c) Lettera X
- (358d-359c) Lettera XI
- (359c-359e) Lettera XII
- (360a-363e) Lettera XIII
- (364a-372a) Assioco
- (372a-375d) Della giustizia
- (376a-379d) Della virtù
- (380a-386b) Demodoco
- (387b-391d) Sisifo
- (392a-406a) Erissia
- (406a-410e) Clitofonte
- (411a-416a) Definizioni